# Karin Öberg
Karin Ingegerd Öberg, född 27 augusti 1982 i Nyköping, Sverige, är en svensk astrokemist, sedan 2009 verksam vid Harvard University,
Sedan 2017 är hon professor i astronomi och ledare för Öberg Astrochemistry Group vid Harvard-Smithsonian Center for Astrophysics. Hennes forskning handlar om stjärnbildning, planetbildning och stjärnutveckling i förhållande till organiska molekyler som är nödvändiga för att bestämma livets ursprung på jorden och på andra ställen. I april 2015 upptäckte hennes grupp den första komplexa organiska molekylen i en protoplanetär skiva.

## Uppväxt
Karin Öberg föddes 1982 i Nyköping. När hon var sex år gammal flyttade hennes familj till Karlskrona där hon bodde resten av sin uppväxt. Hon har två bröder. Under gymnasiet 2001 skrev hennes kemilärare upp henne som deltagare i kemiolympiaden. Hon kvalificerade till den internationella tävlingen där hon och tre andra svenska elever fick representera Sverige.

## Utbildning
Öberg tog 2005 en kandidatexamen Cum laude i kemi vid California Institute of Technology. Hon tog därefter år 2009 en doktorsexamen i astronomi vid universitetet i Leiden.

## Utmärkelser
- 2001 - representerade Sverige i internationella kemiolympiaden.[7]
- 2009 - NASA Hubble Fellowship.[8]
- 2012 - Alfred P. Sloan Research Fellow i fysik.[9]
- 2014 - Simons Collaboration.[10]
- 2014 - Packard Fellow för vetenskap och ingenjörskap.[11]